# NGC 4568
NGC 4568 est une galaxie spirale située dans la constellation de la Vierge. Sa vitesse par rapport au fond diffus cosmologique est de 2 560 ± 23 km/s, ce qui correspond à une distance de Hubble de 37,8 ± 2,7 Mpc (∼123 millions d'al). Avec NGC 4567, elle forme une paire de galaxies en interaction gravitationnelle que certains ont surnommé les galaxies du Papillon ou encore les Jumelles siamoises. Cette paire de galaxies a été découverte par l'astronome germano-britannique William Herschel en 1784.
La classe de luminosité de NGC 4568 est II-III et elle présente une large raie HI. Elle renferme également des régions d'hydrogène ionisé. La luminosité de la galaxie NGC 4568/7 dans l'infrarouge lointain (de 40 à 400 µm)  est égale à 1,58 × 1010 {\displaystyle L_{\odot }} (1010,20{\displaystyle L_{\odot }}) et sa luminosité totale dans l'infrarouge (de 8 à 1 000 µm) est de 2,00 × 1010 {\displaystyle L_{\odot }} (1010,20{\displaystyle L_{\odot }}).
NGC 4567 et NGC 4568 faisaient partie des galaxies étudiées lors du relevé de l'hydrogène neutre de l'amas de la Vierge par le Very Large Array. Les résultats de cette étude sont sur cette page du site du VLA.

## Morphologie

### Galerie

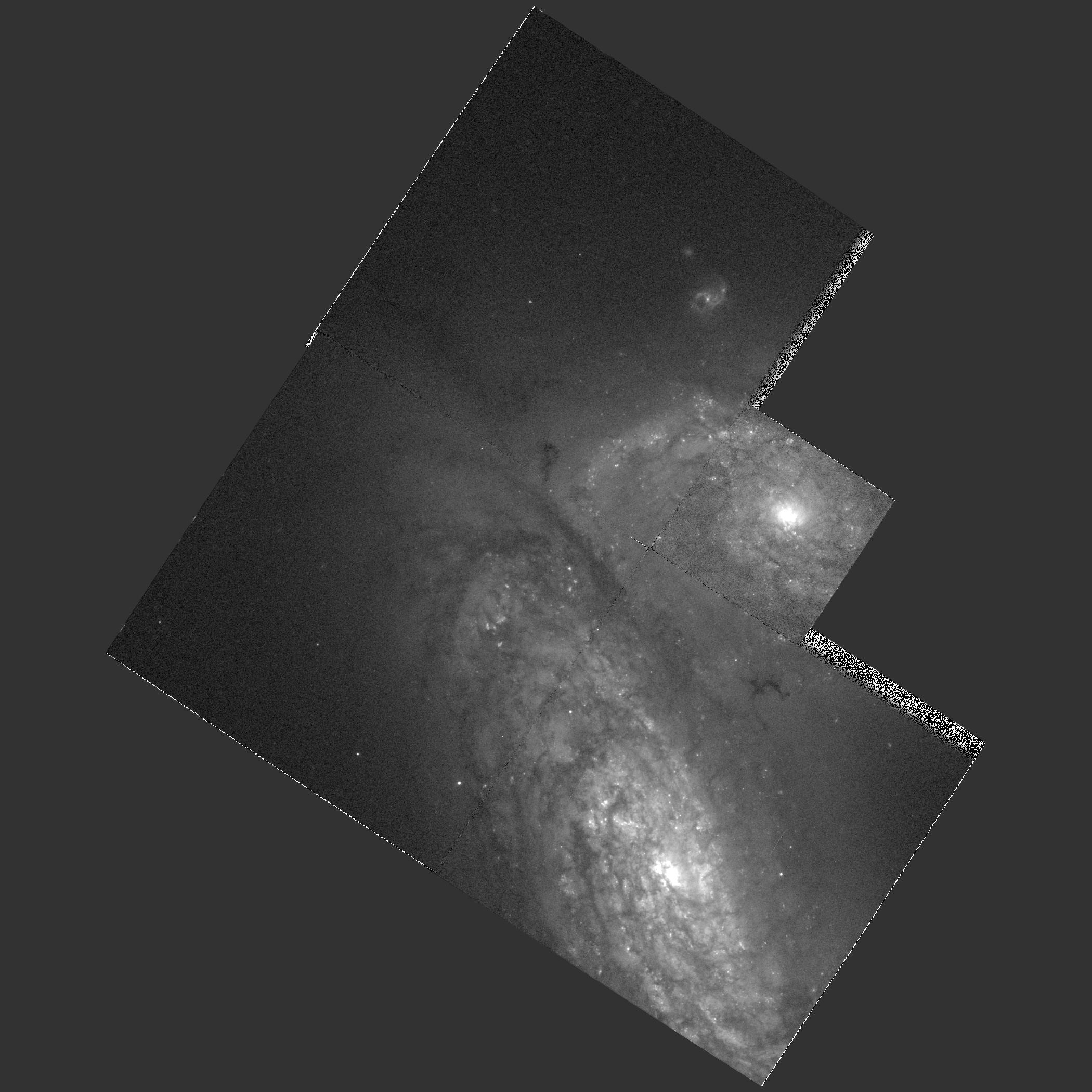
NGC 4567 et NGC 4568 par le télescope spatial Hubble.
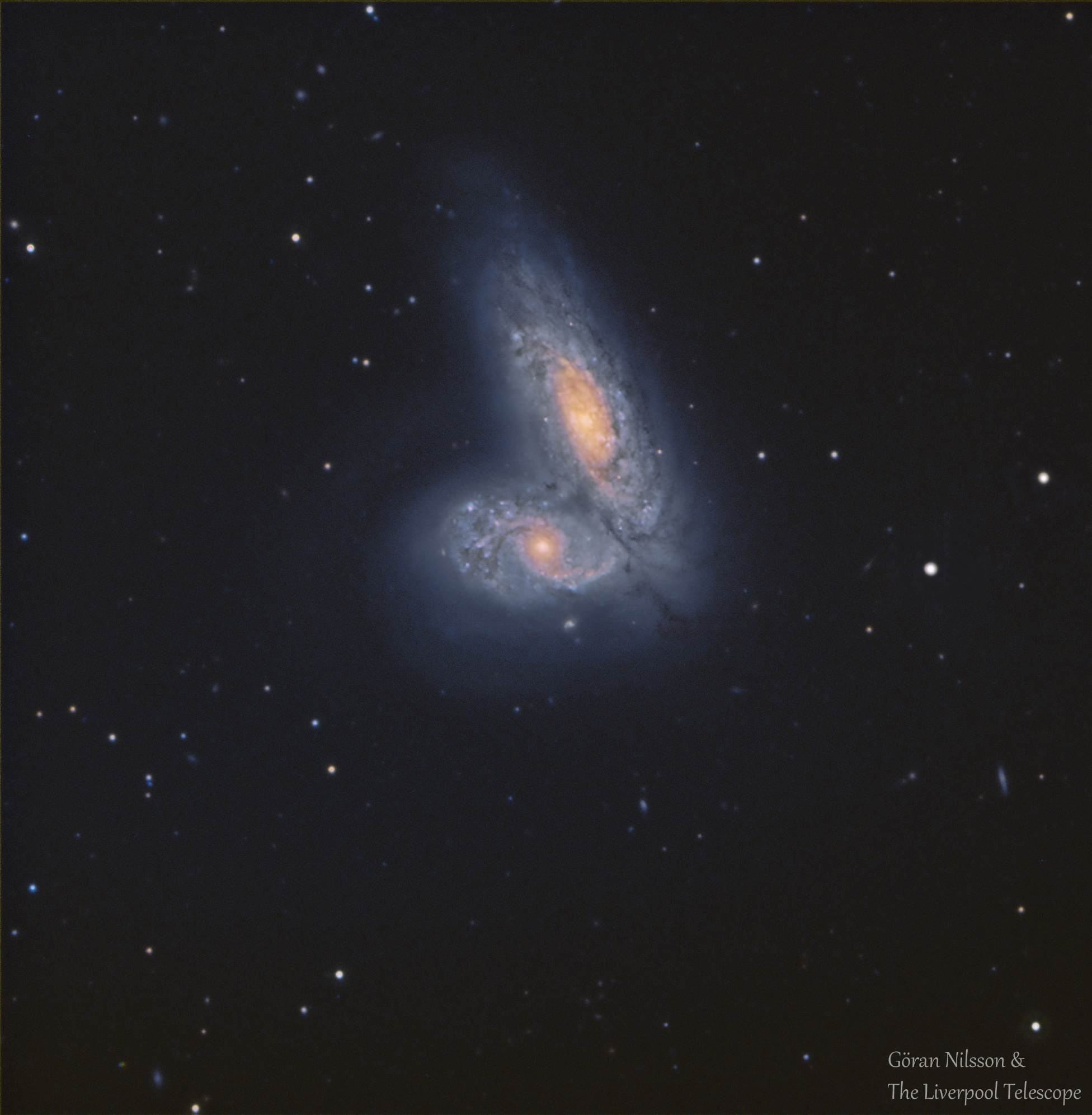
NGC 4567 et NGC 4568 par le télescope Liverpool de l'observatoire du Roque de los Muchachos.
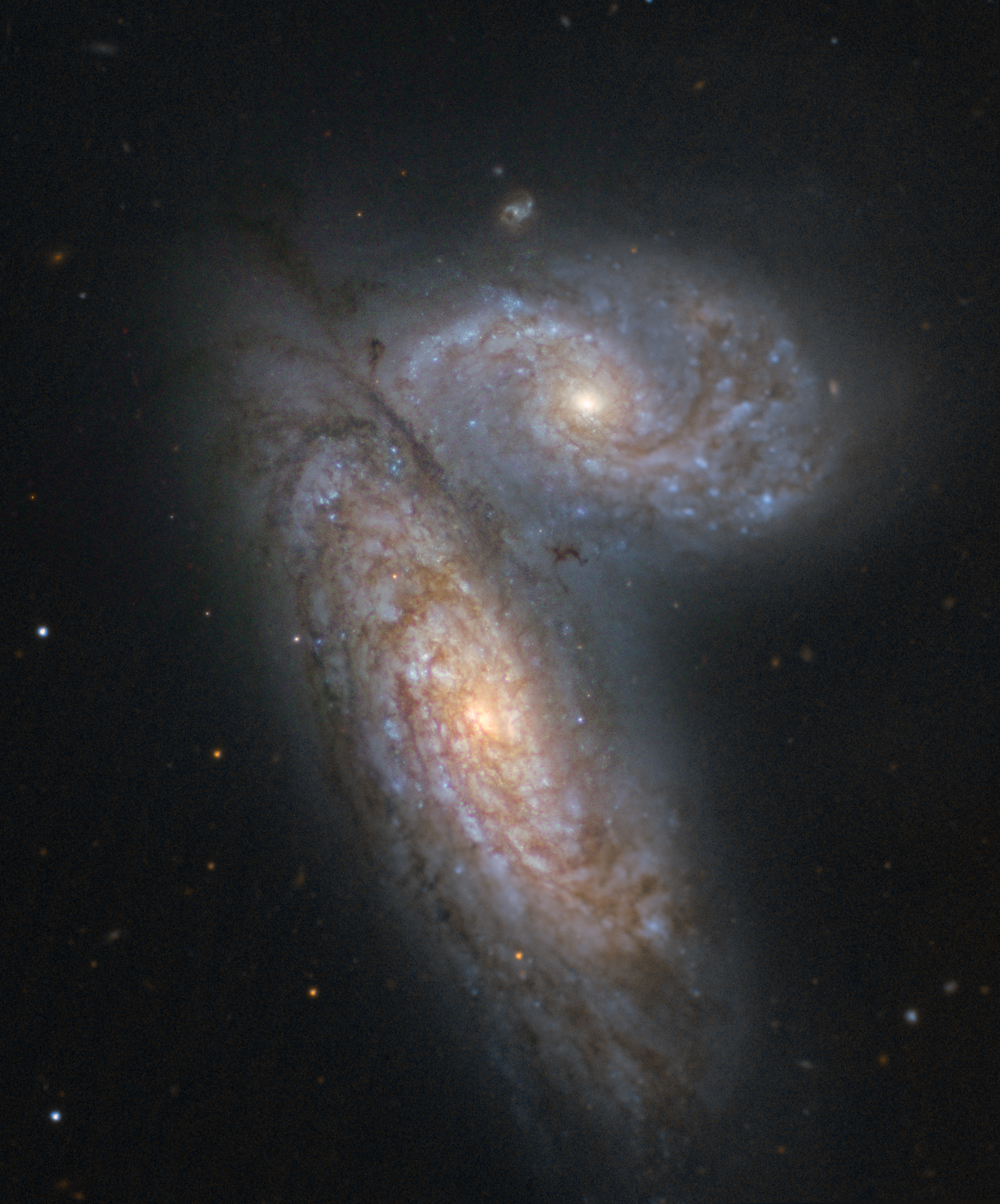
Judy Schmidt[8] a produit cette image des Jumelles siamoises en utilisant les données captées par le télescope spatial Hubble.

### Disque galactique
NGC 4568 présente un disque tronqué, et en raison de son mouvement dans le milieu intergalactique dans l'amas de la Vierge, elle subit une pression dynamique qui la dépouille de ses gaz, mais elle présente un taux de formation d'étoiles normal.

### Classification et des descriptions
NGC 4568 a été utilisée par Gérard de Vaucouleurs comme une galaxie de type morphologique SA(s)c dans son atlas des galaxies,.
Eskridge, Frogel et Pogge ont publié un article en 2002 décrivant la morphologie de 205 galaxies spirales ou lenticulaires rapprochées. Les observations ont été réalisées dans la bande H de l'infrarouge et dans la bande B (le bleu). Selon Eskridge et ses collègues, NGC 4568 est de type Sc pec dans la bande B et Sbc dans la bande H. NGC 4568 forme une paire en interaction avec NGC 4567. NGC 4568 est la galaxie située au sud-est. Son bulbe elliptique est petit et modérément brillant. Il est intégré dans un disque interne possédant une structure, mais pas de bras spiraux. Les bras commencent un peu plus loin, ils sont étroits, bien définis et lisses. Il y a aussi beaucoup d’émissions entre les bras. Il y a des structures de bras plus faibles et cotonneux sur le côté nord de la galaxie. 

## Distance de NGC 4568
À ce jour, six mesures non basées sur le décalage vers le rouge (redshift) donnent une distance de 19,133 ± 3,657 Mpc (∼62,4 millions d'al), ce qui est nettement à l'extérieur des valeurs de la distance de Hubble.
Comme pour les autres galaxies du groupe de M88 décrit par A.M. Garcia, les mesures non basées sur le décalage donnent une distance inférieure à la distance de Hubble. D'ailleurs, cette galaxie, comme plusieurs de l'amas de la Vierge, est relativement rapprochée du Groupe local et on obtient souvent une distance très différente en se basant sur le décalage. D'ailleurs, NGC 4568 comme plusieurs galaxies de l'amas de la Vierge, est relativement rapprochée du Groupe local et on obtient souvent une distance de Hubble très différente en raison de leur mouvement propre dans le groupe où dans l'amas où elles sont situées. La distance de 19.133 Mpc est sans doute plus près de la réalité. Selon ces deux mesures, NGC 4568 se dirige vers le centre de l'amas en direction opposée à la Voie lactée. Notons que c'est avec la valeur moyenne des mesures indépendantes, lorsqu'elles existent, que la base de données NASA/IPAC calcule le diamètre d'une galaxie.

## Fusion et collision
Ces deux galaxies sont en collision et au début d'un processus de fusion et elles formeront une seule galaxie dans un avenir lointain. Pour plus d'information, voir la section « Fusion et collision » de la page NGC 4567.

## Supernova
Trois supernovas ont été découvertes dans NGC 4567 : SN 1990B, SN 2004cc et SN 2020fqv,.

### SN 1990B
Cette supernova a été découverte le 20 janvier par le cosmologiste Saul Perlmutter et l'astrophysicien Carlton R. Pennypacker dans le cadre du programme automatisé de recherche de supernovas de l'université de Californie à Berkeley (Berkeley Automated Supernova Search). Cette supernova était de type Ib.

### SN 2004cc
Cette supernova a été découverte le 10 juin par les astronomes du programme LOSS (Lick Observatory Supernova Search) de l'observatoire Lick. Cette supernova était de type Ic.

### SN 2020fqv
Cette supernova a été découverte le 31 mars par le relevé automatisé Zwicky Transient Facility effectué à l'aide du télescope Samuel-Oschin de l'observatoire Palomar. Cette supernova était de type IIb.

## Groupe de M88, de M60 et l'amas de la Vierge
Selon A.M. Garcia, NGC 4567 et NGC 4568 font partie du groupe de M88 (NGC 4501). Cette paire de galaxies fait aussi partie d'un groupe de 227 galaxies décrit par d'un article publié par Abraham Mahtessian en 1998. Pour plus d'informations, consultez la page de NGC 4567